# Крюгер, Чед
Чед Роберт Крюгер (англ. Chad Robert Kroeger, урожд. Тёртон (англ. Turton); род. 15 ноября 1974 года, Ханна, Альберта, Канада) — канадский рок-музыкант и певец, основной вокалист и гитарист рок-группы Nickelback. Кроме своей работы в Nickelback, Крюгер записывает песни для фильмов и других артистов.

## Биография
Чед Крюгер родился в Ханне (Альберта) 15 ноября 1974 года. Его старший брат Майк Крюгер является басистом в Nickelback. Чед — дядя Доусона и Авалон Крюгеров

## Сотрудничество

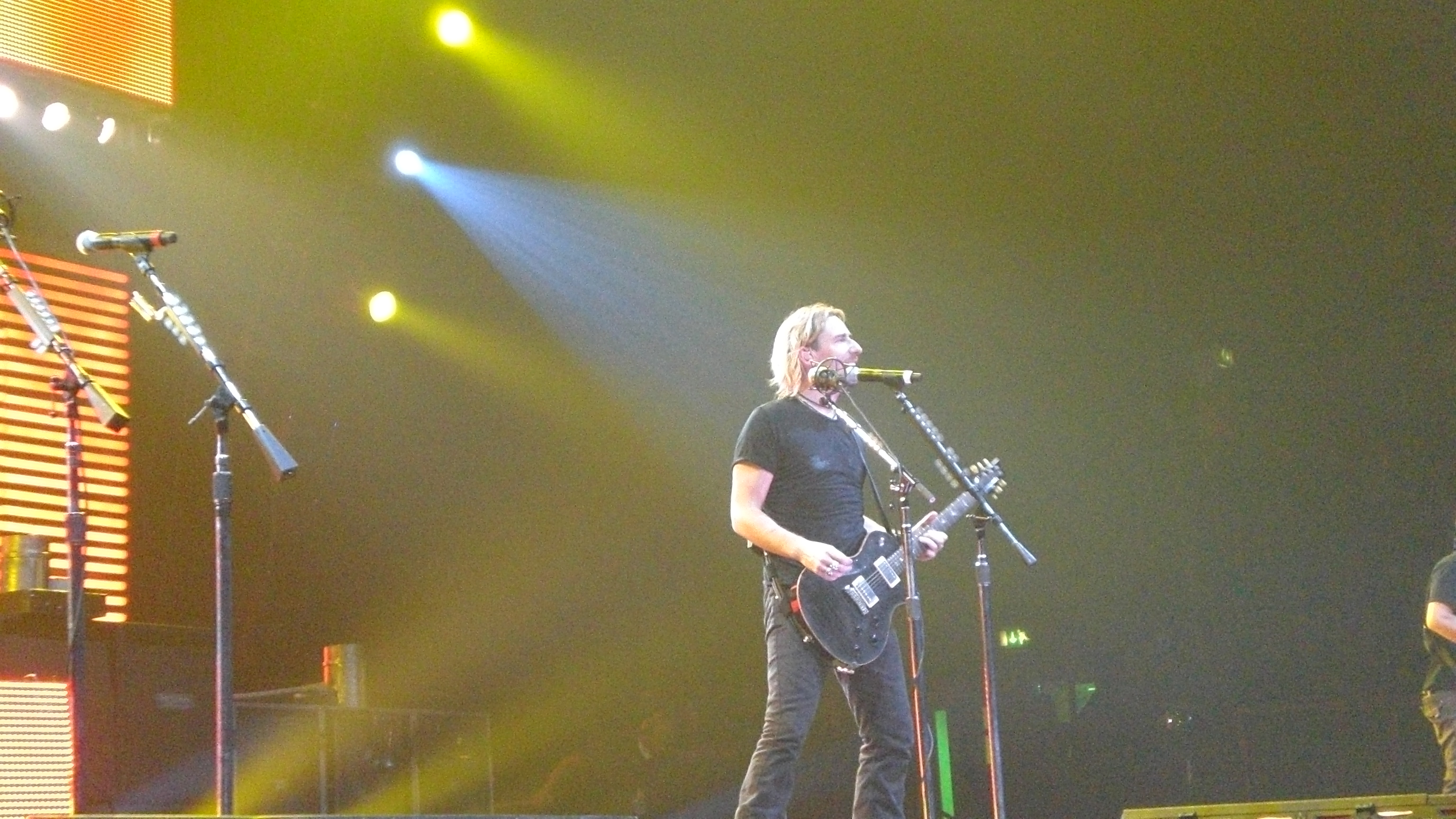
Чед Крюгер на сцене вместе с Nickelback, сентябрь 2008

В 2002 году Чед Крюгер вместе с вокалистом группы Saliva Джози Скоттом, гитаристом Тайлером Коннолли из Theory of a Deadman и барабанщиком Our Lady Peace Джереми Теггертом, записали саундтрек «Hero» для успешного фильма «Человек-паук». Также в 2002 году Крюгер написал и исполнил «Why Don't You & I» для нового альбома Сантаны Shaman. Тем не менее когда Arista решила выпустить песню в качестве сингла летом 2003 года, лейбл Крюгера, Roadrunner, отказался давать разрешение, аргументируя своё решение тем, что присутствие Крюгера в этом сингле может убавить интерес публики к новому альбому Nickelback The Long Road, выход которого был назначен на осень 2003 года. По рекомендации Крюгера Arista заменила его Алексом Бэндом из группы The Calling. Но запись с голосом Крюгера легко можно найти в сети или на альбоме Сантаны и сейчас.
В 2007 году Чед Крюгер закончил работать с Сантаной во второй раз, сочинив и записав для него гитарные и вокальные партии для новой песни, появившейся в компиляционном альбоме Ultimate Santana. Этот трек назывался «Into the Night» и был выпущен в качестве сингла 20 августа 2007 года. Сам альбом Ultimate Santana был выпущен в октябре. Кроме работы с Сантаной, Чед записался с Трэвисом Триттом на его альбоме The Storm, где Тритт исполнил кавер на песню Nickelback «Should’ve Listened» из альбома The Long Road.
Кроме того Крюгер играл на гитаре на альбоме You’re Everything группы Bo Bice.
В 2009 году Чед Крюгер, Эрик Дилл, Рун Вестбург и Крис Дотри записали дебютный сингл с нового альбома группы Daughtry. Сингл, называвшийся «No Surprise», дебютировал на «Американском Идоле» в среду, 6 мая 2009 года. Крюгер также помогал в написании другой песни с альбома — «Life After You». Он и Бретт Джеймс в 2009 году записали вместе с Тимом МакГрау сингл «It's a Business Doing Pleasure with You».

## Проблемы с законом
1 июня 2006 года около 1:30 ночи Крюгер был остановлен за превышение скорости конной полицией (RCMP) в Сюррей, Британская Колумбия. Тест показал, что алкоголь в крови превышен почти в два раза. Адвокат Крюгера попытался возразить, что результаты теста были недостаточно доказательными, чтобы позволить офицеру провести незаконный обыск и захват. В результате судья признал, что обыск действительно был незаконным. Тем не менее 4 марта 2008 года судья отверг просьбу о признании результатов теста недоказательными. 1 апреля 2008 года Крюгер был осужден за вождение с превышенной концентрацией алкоголя в крови. 1 мая 2008 года суд приговорил его к выплате штрафа в размере 600 $ и запретил водить машину в течение года.
В мае 2009 житель Ванкувера, Ноа Кристиан Морсе, подал иск в высший суд против Крюгера. Морсе ссылался на то, что 4 мая 2007 года Крюгер напал на него после выхода из клуба Roxy на Гранвилль Стрит в Ванкувере около 3 ночи. Морсе сказал, что вследствие сотрясения у него остались шрамы и появилась головная боль, а также ряд других проблем.

## Оборудование
Чаще всего Чед играет на гитарах PRS Пола Рид Смита, включая Singlecut, McCarty 2, и модели 513-й серии. В ранней карьере использовал электрогитары Gibson и Gretsch. Он рассказывал, что у него есть семиструнная электрогитара Epiphone. В большинстве недавних туров Nickelback в поддержку их нового альбома Dark Horse, Чед использовал различные Gibson Les Paul, включая the Les Paul Silverburst. Он играл на гитарах Martin, Yamaha, Babicz, Fender и акустической гитаре Tacoma. Также он использовал акустическую гитару Райана Пика, подаренную ему отцом.

## Личная жизнь
8 августа 2012 года Чед Крюгер сделал предложение канадской рок-певице Аврил Лавин, с которой встречается с февраля 2012 г. Отношения пары начались во время написания совместной песни для 5 студийного альбома певицы. Лавин получила кольцо с 14-каратным бриллиантом.
1 июля 2013 г. Чед и Аврил поженились. Для Крюгера это первый брак.
В июне 2015 г. в сети появилось сообщение о проблемах со здоровьем у Крюгера (киста на голосовых связках). Позже была сделана надлежащая операция, и в связи с этим и необходимым временем для восстановления все концерты Nickelback на ближайшие 9 месяцев были отменены.
2 сентября 2015 г. Аврил Лавин объявила о разводе с Чедом Крюгером.